# II Esdras

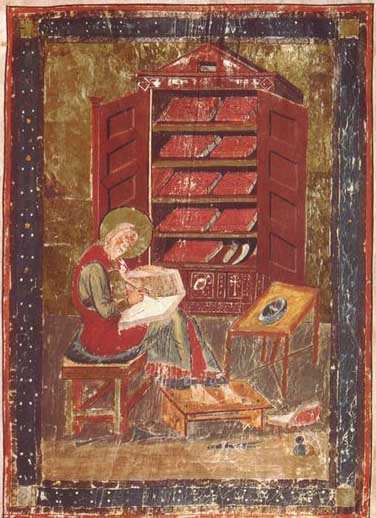
Esdras em seu scriptorium
Iluminura no Codex Amiatinus (séc. VIII), em Florença.

II Esdras, também conhecido como Esdras latino ou IV Esdras, é o nome de um livro apocalíptico presente em muitas versões da Bíblia cristã de autoria atribuída a Esdras. É reconhecido entre os livros apócrifos pelos católicos, protestantes e a maior parte dos ortodoxos. Apesar de II Esdras estar preservado em latim como um apêndice da Vulgata e ter sobrevivido como um livro unificado, ele é geralmente tratado como sendo uma obra em três partes.

## Convenções de nomenclatura
Assim como acontece com I Esdras e o Livro de Esdras, há alguma confusão sobre a numeração deste livro. A Vulgata, de Jerônimo, inclui 4 livros de Esdras (I, II, III e IV). Escritores protestantes, baseados na Bíblia de Genebra, chamaram os livros I e II da Vulgata de "Esdras" (Ezra) e "Neemias" e chamaram os livros III e IV da Vulgata de "I Esdras" e "II Esdras", o que se tornou a numeração padrão, por exemplo, das bíblias em língua inglesa.
Jerônimo e os manuscritos medievais em latim chamavam este livro de "IV Esdras", que, até hoje, é o nome utilizado nas modernas edições críticas e na língua portuguesa. O texto é tipicamente publicado em latim, a língua de seus mais completos exemplares.

## Conteúdo
Este livro aparece no apêndice do Antigo Testamento na Bíblia eslavônica, na qual é chamado de "III Esdras", assim como na Bíblia ortodoxa georgiana. A obra também é conhecida como "Apocalipse de Esdras" (os capítulos 3-15 são conhecidos como "Apocalipse judaico de Ezra" ou "IV Esdras", capítulos 1-2 como "V Esdras" e os capítulos 15-16 como "VI Esdras").

### V Esdras
Os primeiros dois capítulos de "II Esdras" são encontrados apenas na versão latina do livro e são chamados de V Esdras pelos estudiosos. Eles são considerados como de origem cristã pela maior parte dos estudiosos e tratam da rejeição dos judeus por Deus e descrevem uma visão do Filho de Deus. São geralmente considerados uma adição posterior (possivelmente século III).

### IV Esdras

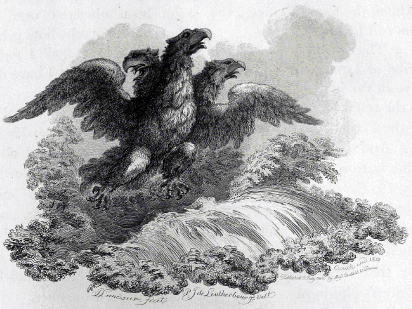
Gravura da águia tricéfala da visão de Esdras
Bíblia de Bowyer (1815)

Os capítulos 3 a 14, a maior parte do texto de II Esdras, é um apocalipse judaico conhecido também como IV Esdras ou Apocalipse Judaico de Esdras. Este texto não possui relação com o livro posterior chamado Apocalipse Grego de Esdras.
A Igreja Ortodoxa Etíope o considera como sendo canônico, escrito durante o cativeiro da Babilônia, e o chama de Izra Sutuel (ዕዝራ ሱቱኤል). Ele é citado frequentemente pelos Pais da Igreja. Na tradição armênia, este livro é chamado de "III Esdras". Estudiosos protestantes conjecturam que ele teria sido escrito no final do século I, já depois da destruição do Segundo Templo.
Entre os padres gregos, IV Esdras é geralmente citado como "Προφήτης Ἔσδρας" ("Profeta Esdras") ou "Ἀποκάλυψις Ἔσδρα" ("Apocalipse de Esdras"). Charles Wellhausen demonstrou que a obra foi originalmente escrita em hebraico, traduzida para o grego e, posteriormente, para o latim, armênio, etíope e georgiano, mas as versões hebraica e grega originais se perderam. A versão grega pode ser reconstruída (com alguma incerteza) a partir destas traduções posteriores, o que não é possível no caso da hebraica.

#### Conteúdo

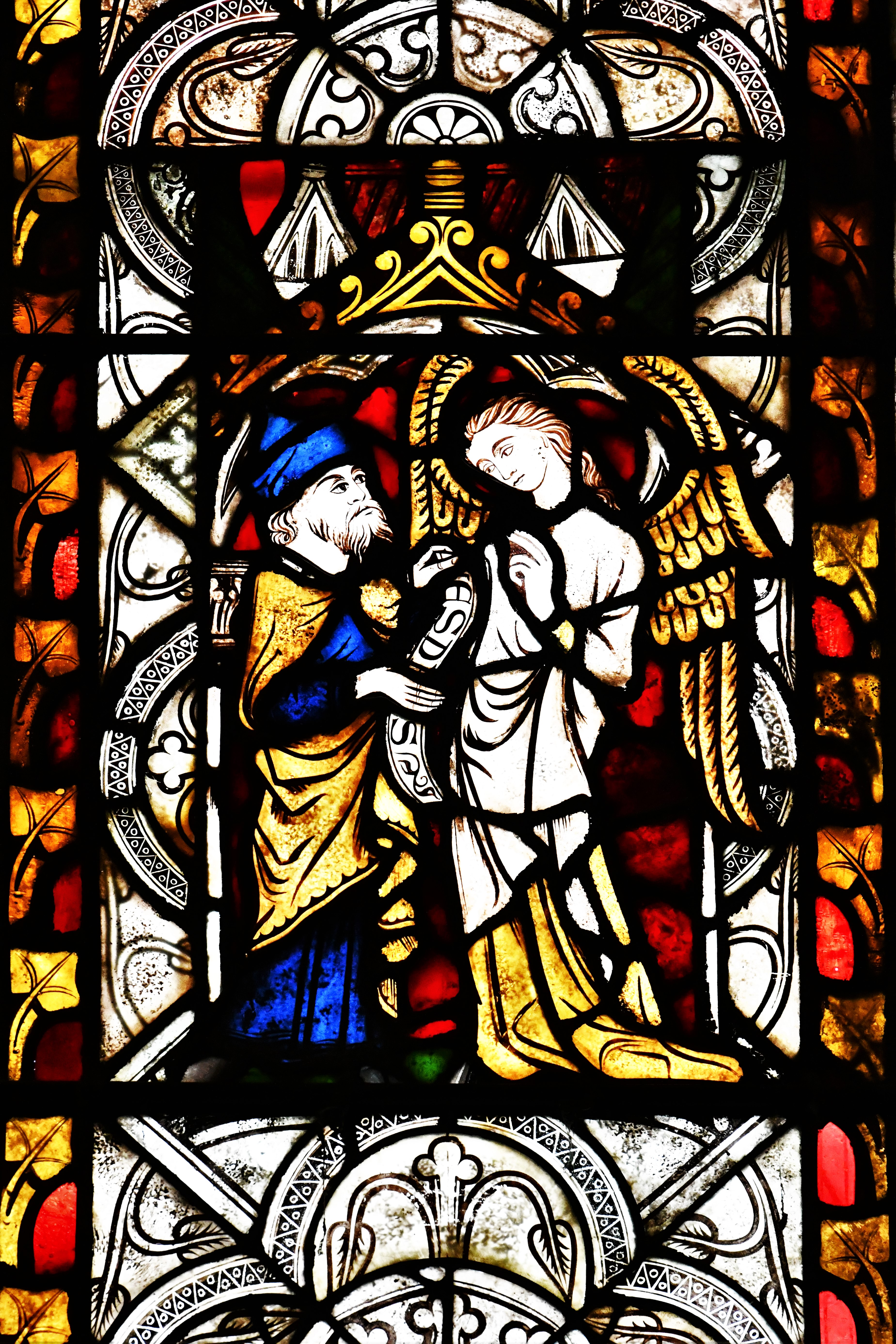
Um vitral medieval representando o Arcanjo Uriel com Esdras
Igreja de São Miguel e Todos os Anjos, Kingsland, Herefordshire

IV Esdras consiste em sete visões de Esdras (Ezra), o escriba. A primeira acontece quando ele ainda estava na Babilônia. Ele pergunta a Deus como é possível Israel se manter na miséria se Deus é justo. O arcanjo Uriel é enviado para responder a questão e afirma que os caminhos de Deus não podem ser compreendidos pela mente humana. Logo, porém, virá o fim e a justiça de Deus se fará manifesta. De forma similar, na segunda visão, Esdras pergunta por que Israel foi entregue aos babilônios e novamente recebe a resposta que o homem não pode compreender o motivo e que o fim está próximo. Na terceira visão, Esdras pergunta por que Israel não possui o mundo e Uriel responde que o estado atual é um período de transição. Segue uma descrição do destino dos malfeitores e dos justos. Esdras em seguida pergunta se os justos poderão interceder pelos injustos no Dia do Juízo Final, mas recebe como resposta apenas que "o Dia do Julgamento é final".
As próximas três visões são mais simbólicas. A quarta é de uma mulher em luto por seu único filho, que se transforma numa cidade quando ela soube da desolação de Sião. Uriel diz que a mulher representa Sião. A quinta visão é sobre a águia de três cabeças e vinte asas (doze grandes e oito menores "acima contra elas"). A águia é repelida por um leão e se queima. A explicação desta visão é que a águia é uma referência ao quarto reino da visão de Daniel, com as asas e as cabeças como monarcas. A cena final é do triunfo do Messias sobre o império. A sexta visão é de um homem, representando o Messias, que cospe fogo numa multidão que o está atacando. Este homem, por sua vez, se volta para outra multidão, pacífica, que o aceita.
Finalmente, a última visão trata da restauração das Escrituras. Deus aparece para Esdras num arbusto e ordena que ele restaure a Lei. Esdras reune cinco escribas e começa a ditar. Depois de quarenta dias, eles produziram 94 livros: vinte e quatro livros da Tanakh e setenta livros secretos:
| “ | Torne públicos os 24 livros que escrevestes primeiro e permita que dignos e indignos os leiam; mas mantenha os setenta que foram escritos depois para dá-los aos sábios entre o seu povo. | ” |
|   | — II Esdras 14:45–46; IV Esdras 12:45–46. |   |

#### Crítica textual
A maior parte das edições latinas do texto apresenta uma grande lacuna, cerca de 70 versículos que se encaixam entre II Esdras 7:35 e 7:36. Esta lacuna tem sua origem num dos mais antigos manuscritos do texto, o Codex Sangermanensis I, que está com uma página faltando. Em 1895, Robert Lubbock Bensly e James publicaram uma edição crítica restaurando os versículos perdidos e é esta edição que é utilizada pela edição de Stuttgart da Vulgata. Estes versículos foram numerados de 7:35 até 7:105 e os antigos versículos, de 7:36 até 7:70, foram renumerados para 7:106 até 7:140.

### VI Esdras
Os dois últimos capítulos são conhecidos como VI Esdras e aparecem nas versões em latim, mas não nos textos ortodoxos. O tema é a previsão de guerras e a refutação dos pecadores. Muitos assumem que eles provavelmente datam de um período muito mais tardios (talvez o final do século III) e tem origem cristã e não judaica. É possível que eles tenham sido acrescentados na mesma época que os dois primeiros capítulos da versão latina.

## Autoria e crítica
O corpo principal do texto parece ter sido escrito como um consolo numa época de grande perturbação (uma hipótese acadêmica defende que ele data da época da Destruição de Jerusalém pelo general Tito em 70 d.C.). A interpretação acadêmica águia de três cabeças da quinta visão como sendo Império Romano (neste caso, as cabeças representariam Vespasiano, Tito e Domiciano) e a destruição do templo indicariam que a data provável da obra seria o final do século I, talvez entre 90 e 96, embora alguns críticos tenham sugerido datas tão tardias quanto 218.
O autor busca respostas da mesma forma que Jó busca explicações para seu sofrimento, mas o autor não gostou (ou não desejava) a resposta simples dada a Jó.
Críticos questionam se mesmo este corpo principal do livro, sem contar os capítulos que existem apenas na versão latina ou em fragmentos em grego, teve apenas um único autor. Kalisch, De Faye e Charles defendem que não menos que cinco pessoas trabalharam nesta obra. Porém, Gunkel discorda e afirma que um único autor foi o responsável com base nas "unidade das características" do texto. Já foi também sugerido que o autor de II Esdras tenha sido o autor do Apocalipse Sírio de Baruque. Seja como for, os dois textos podem ser da mesma época e quase certamente dependem um do outro.
A origem do livro também tem sido tema de debates, mas, escondido sob duas camadas de tradução, é impossível determinar com segurança se o autor original do texto hebraico era romano, alexandrino ou palestino.

## Utilização e canonicidade
Este livro é considerado como sendo uma das gemas da literatura apocalíptica judaica. Com exceção da Bíblia eslavônica ortodoxa (Bíblia Ostrog), da Bíblia Elisabetana e, mais tarde, consequentemente, da Bíblia Sinodal Russa, ele não foi incluído em nenhum cânone da Bíblia europeu. Os capítulos correspondentes a "IV Esdras", ou seja, II Esdras 3-14, com o nome de Izra Sutuel ("Segundo Livro de Esdras"), foram incluídos no cânone da Igreja Ortodoxa Etíope. A obra como um todo também foi amplamente citada pelos Pais da Igreja, principalmente Ambrósio de Milão. Na Bíblia do Rei Jaime, o livro aparece na seção de apócrifos.
O introito da tradicional Missa de Réquiem católica é vagamente baseado em II Esdras 2:34-35. Diversas outras orações litúrgicas foram baseadas neste livro. No mesmo capítulo, os versículos 36 e 37 são citados no introito da quinta de Pentecostes no Missal Extraordinário de 1962 e anteriores.